# سامر سعید
سامر سعید (عربی: سامر سعيد مجبل؛ زادهٔ ۱ ژوئیهٔ ۱۹۸۷) یک بازیکن فوتبال اهل عراق است.
وی همچنین در تیم ملی فوتبال عراق بازی کرده‌است.